# Joseph Zen
Joseph Zen Ze-kiun, född 13 januari 1932 i Shanghai, är en kinesisk kardinal och biskop. Han var biskop av Hongkong från 2002 till 2009.

## Biografi
Joseph Zen är son till Vincent Zen och Margaret Tseu. Han studerade vid Påvliga Salesianuniversitetet i Rom, där han blev licentiat i teologi och doktor i filosofi. Han prästvigdes 1961. 
År 1996 utnämndes Zen till koadjutor av Hongkong och biskopsvigdes av kardinal John Baptist Wu i Den Obefläckade Avlelsens katedral i Hongkong. År 2002 efterträdde Zen kardinal Wu som biskop av Hongkong.
Den 24 mars 2006 upphöjde påve Benedikt XVI Zen till kardinalpräst med Santa Maria Madre del Redentore a Tor Bella Monaca som titelkyrka. 

## Bilder

Kardinal Zens titelkyrka
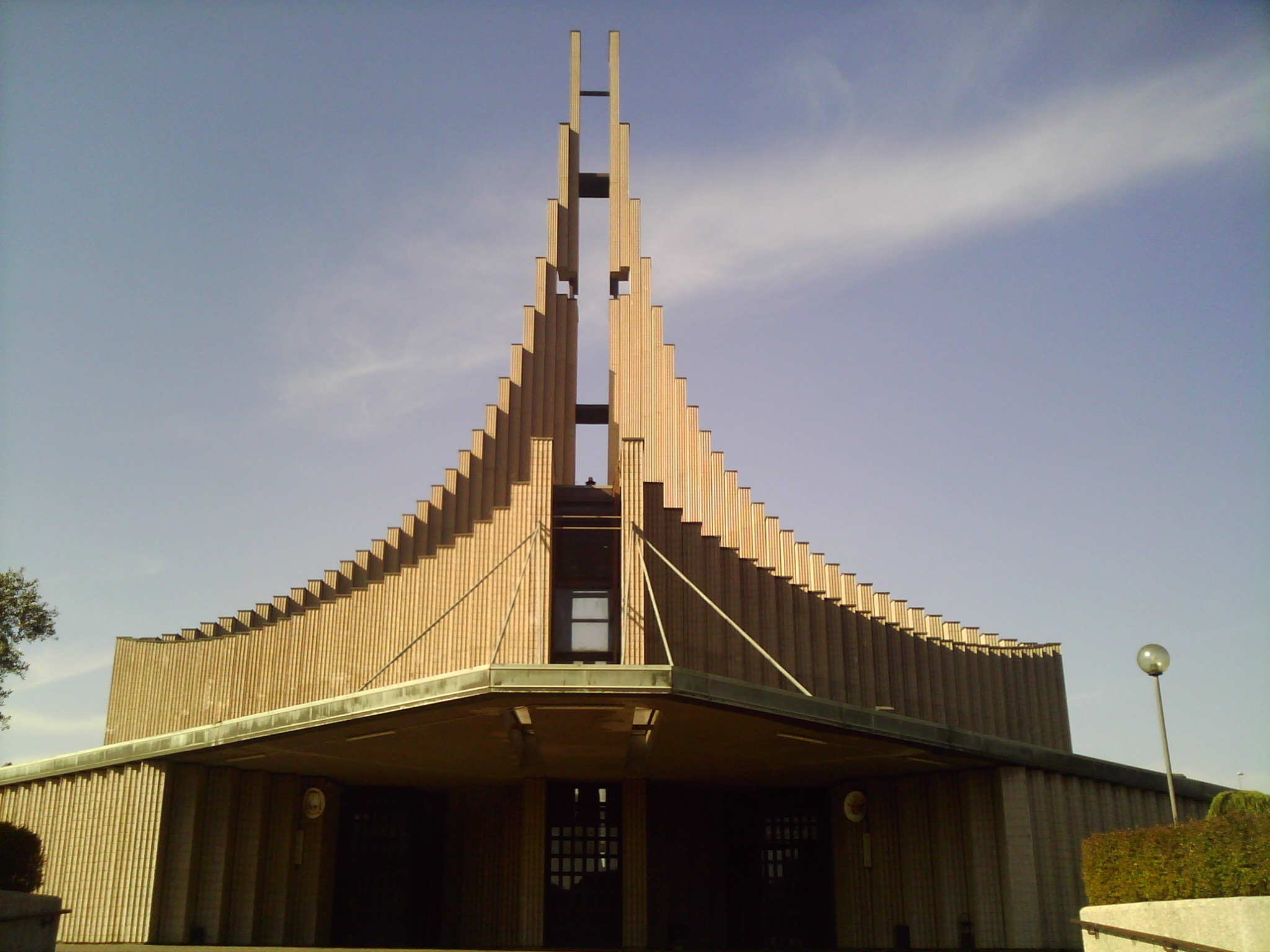
Santa Maria Madre del Redentore a Tor Bella Monaca.